# جغرافیای اسلوونی
جمهوری اسلوونی (به اسلونیایی: Slovenija) کشوری است در جنوب اروپای مرکزی. پایتخت و بزرگ‌ترین شهر آن لیوبلیانا است. اسلوونی از سوی غرب با ایتالیا، از شمال با اتریش، از جنوب و جنوب شرقی با کرواسی و از سمت شمال شرق با مجارستان هم‌مرز است.

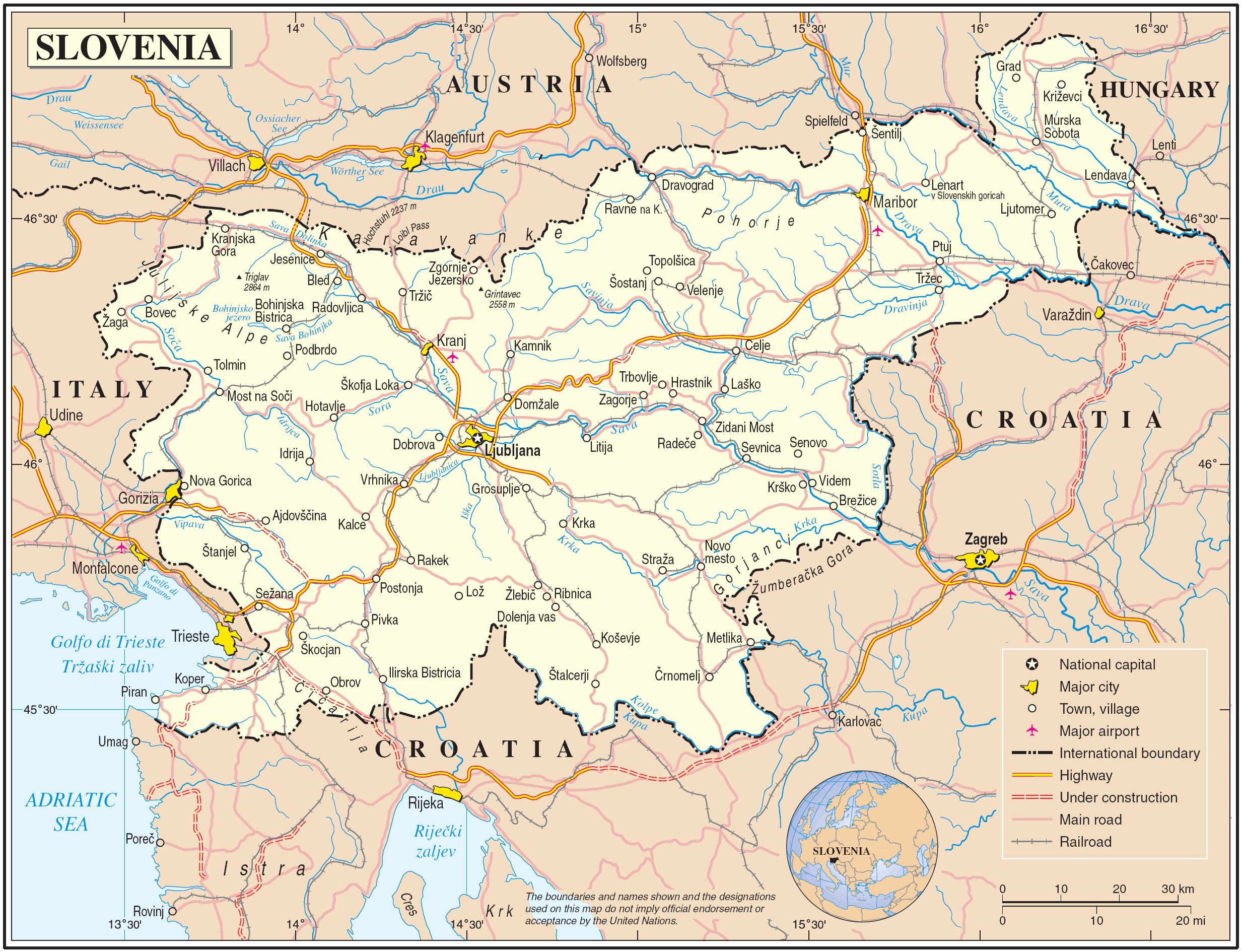
نقشه اسلوونی

کشور اسلوونی با ۲۰٬۲۷۳ کیلومتر مربع (۷۸۲۷ مایل مربع) مساحت در مرکز قاره اروپا و در مجاورت رشته کوه آلپ و دریای آدریاتیک واقع است. محیط ۲۸۳۱ کیلومتری اسلوونی از سمت شمال به اتریش، از سمت شرق به مجارستان، از سمت جنوب به کرواسی و از سمت غرب به ایتالیا محدود می‌شود.
اسلوونی، کشوری در اروپای مرکزی، با وجود مساحت کوچکش، دارای تنوع جغرافیایی شگفت‌انگیزی است. این کشور که به «اروپای مینیاتوری» نیز شهرت دارد، در یک نقطه تلاقی فرهنگی و جغرافیایی منحصربه‌فرد قرار گرفته و طبیعت متنوعی از کوه‌های آلپ تا سواحل مدیترانه را در خود جای داده است.
اسلوونی سرزمین ناهموار با آب و هوای متنوع است. مناطق شمالی آب و هوایی سرد و کوهستانی و مناطق جنوبی و غربی آب و هوایی معتدل دارند. پست‌ترین بخش این سرزمین در ساحل دریای آدریاتیک (هم‌سطح آب‌های آزاد جهان) و بلندترین نقطه آن در قلّه «تری گلاو» با ۴۶۸۲ متر ارتفاع واقع است.
حدود ۶۰٪ از مساحت اسلوونی را جنگل‌ها پوشانده‌اند که آن را به یکی از سرسبزترین کشورهای اروپا (پس از فنلاند و سوئد) تبدیل کرده است. این جنگل‌های انبوه، زیستگاه گونه‌های جانوری متنوعی از جمله خرس قهوه‌ای، گرگ و وشق (سیاه‌گوش) است. دولت اسلوونی برنامه‌های گسترده‌ای برای حفاظت از این منابع طبیعی اجرا می‌کند.

## پیوندگاه چهار منطقه بزرگ جغرافیایی
اسلوونی در محل برخورد چهار منطقه بزرگ جغرافیایی اروپا قرار دارد که این ویژگی، تنوع طبیعی فوق‌العاده‌ای به آن بخشیده است: رشته‌کوه‌های آلپ در شمال و شمال غرب، دشت پانونین در شرق و شمال شرق، کوه‌های دیناری در جنوب شرق و سواحل مدیترانه در جنوب غرب. این تنوع باعث شده که در یک روز بتوانید هم در کوه‌های آلپ اسکی کنید و هم در دریای مدیترانه شنا کنید.
تنها پارک ملی اسلوونی، پارک ملی تریگلاو (Triglav National Park) است که نام خود را از بلندترین قله کشور، تریگلاو (۲,۸۶۴ متر) گرفته است. این پارک که بخش بزرگی از رشته‌کوه آلپ یولیان را پوشش می‌دهد، دارای دریاچه‌های یخچالی زیبا (مانند دریاچه بوُهین)، دره‌های عمیق و تنوع زیستی بالایی است.
مراتع طبیعی و دشت‌های سرسبز بیش از ۰۲ درصد از خاک اسلوونی را شامل می‌شوند و حداقل ۸۲ درصد از پهنه این سرزمین مستعد کشاورزی است.
پراکندگی جمعیت در اسلاونی از شرایط توپوگرافیک تابعیت می‌کند به‌گونه‌ای که با غلبه شدید ناهمواری‌ها، ساکنان اولیهٔ آن یعنی اسلاوها به دنبل مسطحترین مناطق بوده و هرجا به نقطه‌ای صاف و هموار رسیده‌اند در آنجا مستقر شده و از آن‌جا که این نوع محدوده‌های در اسلاونی کمتر به چشم می‌خورد با نگاه به نقشهٔ جمعیت‌شناختی موجود متوجه عدم تعدد در مراکز جمعیتی شهری و روستایی می‌شویم. در این میان دو شهر لیوبلیانا و ماریبور بزرگ‌ترین دشت‌های واسطه‌ای را به خود اختصاص داده‌اند.
افزایش آلاینده‌های صنعتی در رودخانه ساوا که درست از وسط اسلوونی عبور می‌کند و بالا رفتن غلظت ذرات معلق در هوای شهرهای صنعتی و نیز فرسایش بی‌رویه جنگل‌ها، از مهم‌ترین مشکلات زیست‌محیطی این سرزمین قلمداد می‌شود.

## جغرافیای فیزیکی
اسلوونی در اروپای مرکزی قرار گرفته است، به آلپ می‌رسد و با دریای آدریاتیک مرز دارد. رشته‌کوه آلپ ــ از جمله آلپ یولیایی، آلپ کامنیک–ساوینیا و زنجیرهٔ کاراوانک، همچنین توده‌کوهی پوهوریه ــ شمال اسلوونی را در امتداد مرز طولانی‌اش با اتریش دربر گرفته‌اند. ساحل آدریاتیک اسلوونی حدود ۴۷ کیلومتر (۲۹ مایل) از ایتالیا تا کرواسی امتداد دارد.
واژهٔ کارست از فلات کارست (اسلوونیایی: Kras) در جنوب غربی اسلوونی سرچشمه گرفته است؛ منطقه‌ای آهکی با رودخانه‌های زیرزمینی، دره‌ها و غارها، میان لیوبلیانا و مدیترانه.
فلات کارست (Karst Plateau) در جنوب غربی اسلوونی، خاستگاه اصلی مطالعه پدیده‌های کارستی در جهان است. نام این پدیده زمین‌شناسی که شامل غارها، گودال‌ها و رودخانه‌های زیرزمینی می‌شود، از همین منطقه گرفته شده است. این منطقه به دلیل سنگ‌های آهکی متخلخل خود، شبکه‌ای وسیع از غارهایی را در زیر زمین پنهان کرده است.
در دشت پانونی در شرق و شمال‌شرق، به‌سوی مرزهای کرواسی و مجارستان، چشم‌انداز عمدتاً هموار است. با این حال، بیشتر زمین‌های اسلوونی تپه‌ای یا کوهستانی است، به‌طوری که حدود ۹۰ درصد از سطح آن ۲۰۰ متر یا بیشتر از سطح دریا ارتفاع دارد.

نقشهٔ اسلوونی

اسلوونی بیش از ۱۱,۰۰۰ غار ثبت‌شده دارد، اما تخمین زده می‌شود که تعداد واقعی آن‌ها بسیار بیشتر باشد. دو مورد از مشهورترین آن‌ها غار پستوینا (Postojna Cave)، یکی از طولانی‌ترین شبکه‌های غاری کشور که زیستگاه سمندر کور است، و غارهای اشکوتسیان (Škocjan Caves) است که با داشتن یکی از بزرگ‌ترین دره‌های زیرزمینی جهان در فهرست میراث جهانی یونسکو به ثبت رسیده است.
رودخانه سوچه که در غرب اسلوونی جریان دارد، به دلیل رنگ سبز زمردین شهرت جهانی دارد. این رنگ منحصربه‌فرد ناشی از ذرات بسیار ریز سنگ آهک است که در آب معلق هستند. این رودخانه یکی از رودخانه‌های اروپا برای ورزش‌های آبی مانند قایقرانی و کایاک‌سواری محسوب می‌شود.
با وجود تنوع جغرافیایی بالا، اسلوونی تنها حدود ۴۷ کیلومتر خط ساحلی در کنار دریای آدریاتیک دارد. این نوار ساحلی کوتاه، شهرهای تاریخی و زیبایی مانند پیران (Piran)، ایزولا (Izola) و کوپر (Koper) را در خود جای داده که معماری ونیزی در آن‌ها به چشم می‌خورد.

## موقعیت
موقعیت اسلوونی جایی است که جنوب‌شرقی و اروپای مرکزی به هم می‌رسند، جایی که آلپ شرقی به دریای آدریاتیک می‌رسد، میان اتریش و کرواسی. نصف‌النهار پانزدهم شرقی تقریباً با خط میانی کشور در جهت غرب ـ شرق منطبق است.

## مختصات جغرافیایی
نقاط انتهایی جغرافیایی اسلوونی:
شمال: ۴۶°۵۲′۳۶″ شمالی ۱۶°۱۳′۵۹″ شرقی / ۴۶٫۸۷۶۶۷°شمالی ۱۶٫۲۳۳۰۶°شرقی، بودینتسی، شالووتسی

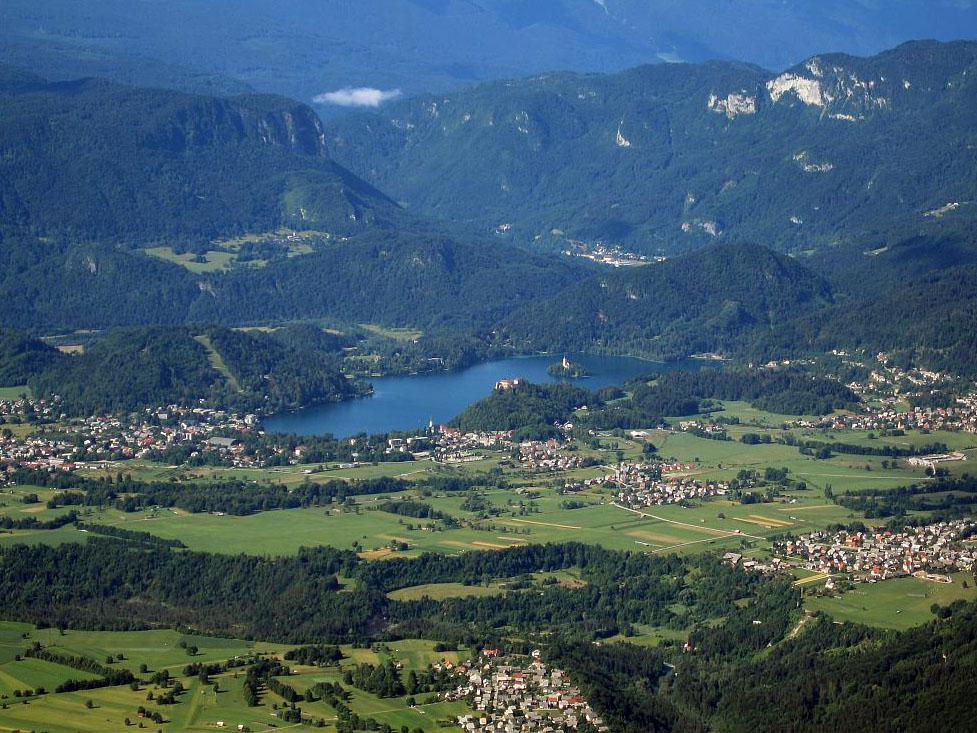
نمای هوایی دریاچه بلد

جنوب: ۴۵°۲۵′۱۹″ شمالی ۱۵°۱۰′۰″ شرقی / ۴۵٫۴۲۱۹۴°شمالی ۱۵٫۱۶۶۶۷°شرقی، کوت پری داملوی، شهرداری چرنوملی
شرق: ۴۶°۲۸′۱۱″ شمالی ۱۶°۳۶′۳۸″ شرقی / ۴۶٫۴۶۹۷۲°شمالی ۱۶٫۶۱۰۵۶°شرقی، پینتسه–ماروف، شهرداری لنداوای
غرب: ۴۶°۱۷′۵۳″ شمالی ۱۳°۲۲′۳۲″ شرقی / ۴۶٫۲۹۸۰۶°شمالی ۱۳٫۳۷۵۵۶°شرقی، روبیدیشچه، شهرداری کوبارید
بیشینهٔ فاصلهٔ شمال ـ جنوب ۱°۲۸′ یا ۱۶۳ کیلومتر (۱۰۱ مایل) است.

بیشینهٔ فاصلهٔ شرق ـ غرب ۳°۱۳′ یا ۲۴۸ کیلومتر (۱۵۴ مایل) است.
مرکز هندسی جمهوری اسلوونی (GEOSS) در ۴۶°۰۷′۱۱٫۸″ شمالی ۱۴°۴۸′۵۵٫۲″ شرقی / ۴۶٫۱۱۹۹۴۴°شمالی ۱۴٫۸۱۵۳۳۳°شرقی قرار دارد.
از سال ۲۰۱۶، دستگاه ژئودزی اسلوونی با مبدأ ارتفاعی صفر متر از ایستگاه کشندسنج کوپر استفاده می‌کند. تا آن زمان، مبنا به اسکلهٔ سارتوریو در تریسته ارجاع داده می‌شد (نگاه کنید به متر بالای سطح آدریاتیک).

## مساحت

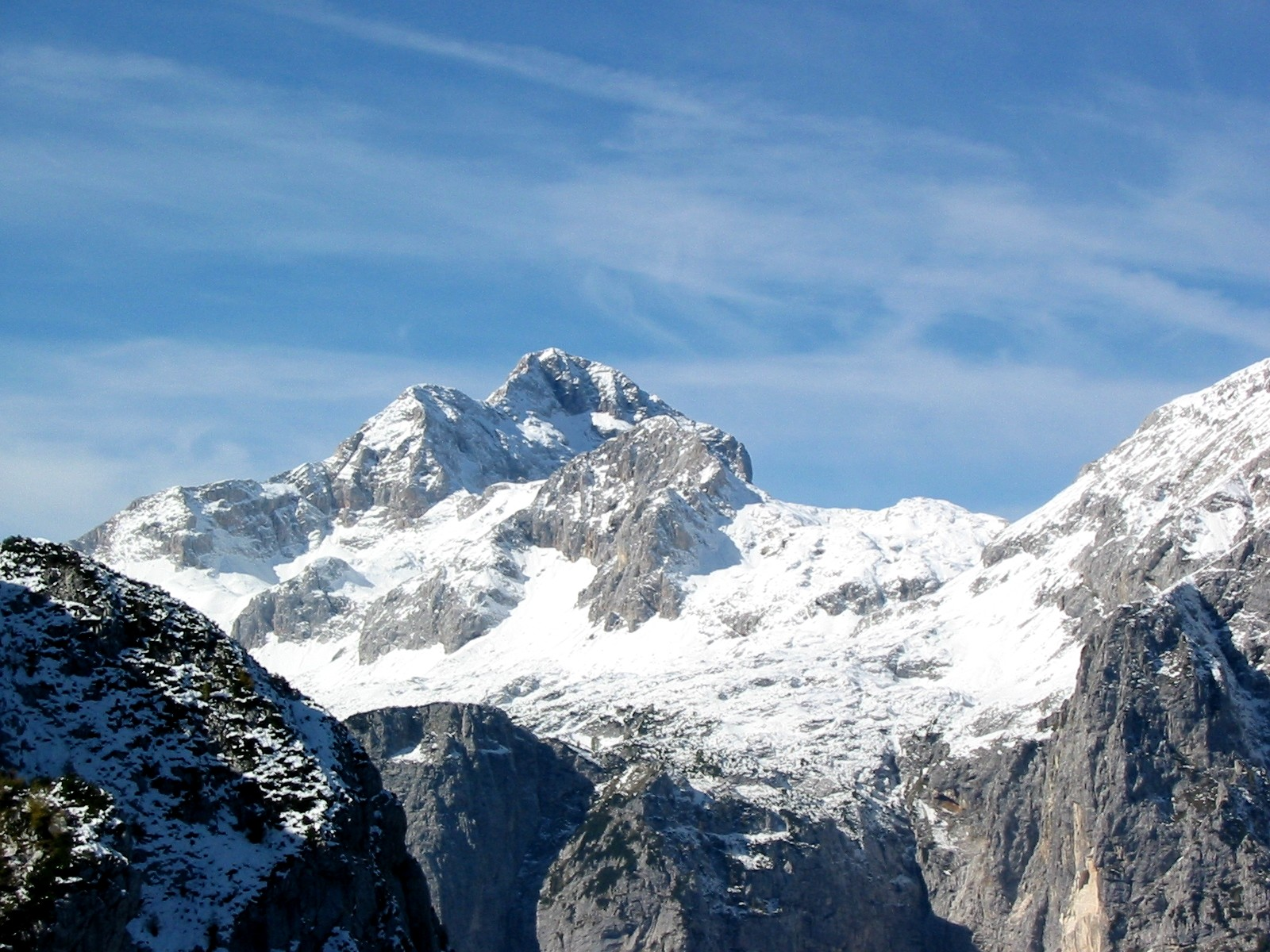
کوه تریگلاو

کل: ۲۰٬۲۷۱ کیلومتر مربع
خشکی: ۲۰٬۱۴۹ کیلومتر مربع
آب: ۱۲۲ کیلومتر مربع
مقایسه: کمی کوچک‌تر از نیوجرسی

## ناحیه‌ها

### ناحیه‌های تاریخی

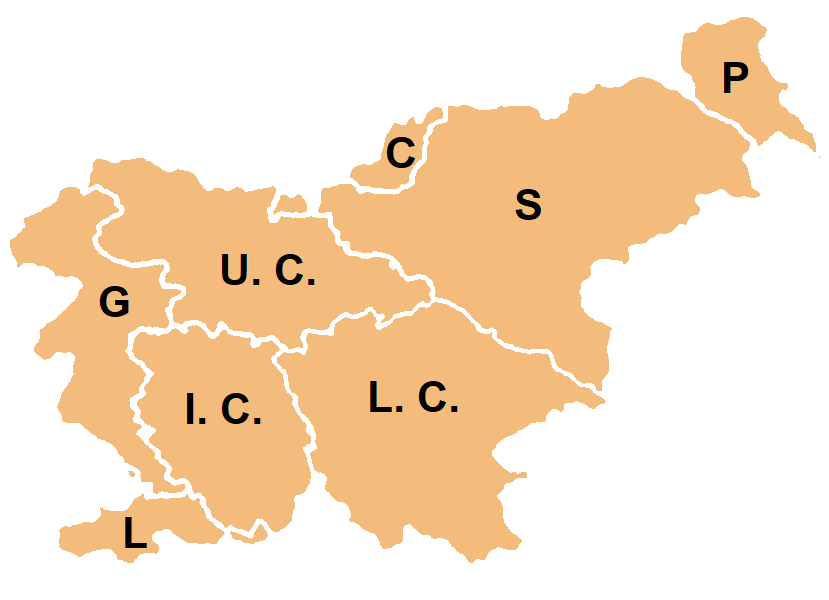
اسلوونی به‌طور سنتی به هشت ناحیه تقسیم می‌شود.

ناحیه‌های سنتی اسلوونی، بر پایهٔ تقسیم پیشین این کشور به چهار سرزمین‌های تاج هابسبورگ (کارنیولا، کرنتن، اشتایریا و ساحلی) و بخش‌های آن‌ها، عبارت‌اند از:
کارنیولای علیا (گورنسکا) (U.C.)
اشتایریا (شتایرسکا) (S)
پرکموریه (P)
کرنتن (کوروška) (C)
کارنیولای درونی (نوترانسکا) (I.C.)
کارنیولای سفلی (دولنسکا) (L.C.)
گوریتسیا (گوریشکا) (G)
ایستریای اسلوونیایی (اسلوونسکا ایسترا) (L)
دو مورد آخر معمولاً در کنار هم به‌عنوان ناحیهٔ ساحلی (پریمو رسکا) در نظر گرفته می‌شوند. کارنیولای سفید (بلا کراینا) که بخشی از کارنیولای سفلی است، اغلب به‌عنوان ناحیه‌ای جداگانه محسوب می‌شود، همانند درهٔ مرکزی ساوا (زاساوْیه) که در غیر این صورت بخشی از کارنیولای علیا، کارنیولای سفلی و اشتایریا به‌شمار می‌رود.
ساحل اسلوونی جزیرهٔ طبیعی ندارد، اما طرحی برای ساخت یک جزیرهٔ مصنوعی وجود دارد.

## اقلیم

گونه‌های رده‌بندی اقلیمی کوپن در اسلوونی

اقلیم نیمه‌گرمسیری مرطوب (Cfa) در ساحل، اقلیم اقیانوسی (Cfb) در بیشتر اسلوونی، اقلیم قاره‌ای با تابستان‌های ملایم تا گرم و زمستان‌های سرد (Dfb) در فلات‌ها و کوه‌های شمال، اقلیم زیرقطبی (Dfc) و اقلیم توندرا (ET) در بالای خط درخت در بلندترین قله‌های کوهستانی. بارندگی در مناطق دور از ساحل زیاد است و بهار به‌ویژه مستعد باران است. آلپ‌های اسلوونی در زمستان شاهد بارش‌های برف فراوان هستند.

## زمین‌نگاری
بخش شمالی کشور کوهستانی است و شامل آلپ یولیایی، کاراوانک، آلپ کامنیک–ساوینیا و توده‌کوهی پوهوریه می‌شود.
در شرق، دشت پانونی قرار دارد که منطقهٔ پرکموریه را در بر می‌گیرد.
مرکز اسلوونی عمدتاً تپه‌ای و جنگلی است، به‌جز دشت لیوبلیانا و باتلاق لیوبلیانا که بخشی بزرگ از اراضی باتلاقی است و در دوران پادشاهی هابسبورگ تا حد زیادی زهکشی شد، اما هنوز هم منطقه‌ای سیلابی باقی مانده است.
در جنوب‌شرق دشت لیوبلیانا فلات کارست قرار دارد، منطقه‌ای تپه‌ای که شامل غارها، فروچاله‌ها، دریاچه‌های موقت و دیگر ویژگی‌های توپوگرافی کارستی است.
جنوب اسلوونی محل تپه‌های یاورنیك است که آغاز آلپ دیناریک به‌شمار می‌آیند. در جنوب‌شرق کشور نوار کوتاهی از ساحل دریای آدریاتیک قرار دارد.
در اسلوونی تنها یک جزیرهٔ طبیعی وجود دارد: جزیره بلد در دریاچه بلد در شمال‌غرب کشور. دریاچه بلد و جزیره بلد محبوب‌ترین مقصد گردشگری اسلوونی هستند.

### بلندترین و پست‌ترین نقاط
پست‌ترین نقطه: دریای آدریاتیک ۰ متر (ایستگاه کشند‌سنج در کوپر)
بلندترین نقطه: تریگلاو ۲٬۸۶۴ متر (۹٬۳۹۶ فوت) در آلپ یولیایی